# Buzet
Buzet o Pinguente (del latín "Piquentum") es una ciudad ubicada al oeste de Croacia en el Condado de Istria, cerca del límite con Eslovenia. Según el censo del 2001, la ciudad tiene 6.051 habitantes. Se estima que hay más de 7.000 habitantes en la actualidad

## Historia
Ya en la época de la dominación veneciana, Buzet suministrado estaciones militares y la población local con agua potable. Hoy en día la región de Buzet es el área central del futuro Parque Nativo de Istria. La hermosa naturaleza, casi virgen y una gran cantidad de monumentos culturales e históricos, junto con la sana comida casera (especialmente la que utiliza ingredientes de cosecha propia, como la trufa blanca altamente estimada), exquisitos vinos de la tierra, el folclore (música antigua - lamentos y danzas - balun, leyendas de las ciudadelas) y las perlas de las ciudades pequeñas en las colinas de forma cónica (Roč, Hum, Vrh, y Sovinjak) atraen a los turistas todos los años.

## Galería

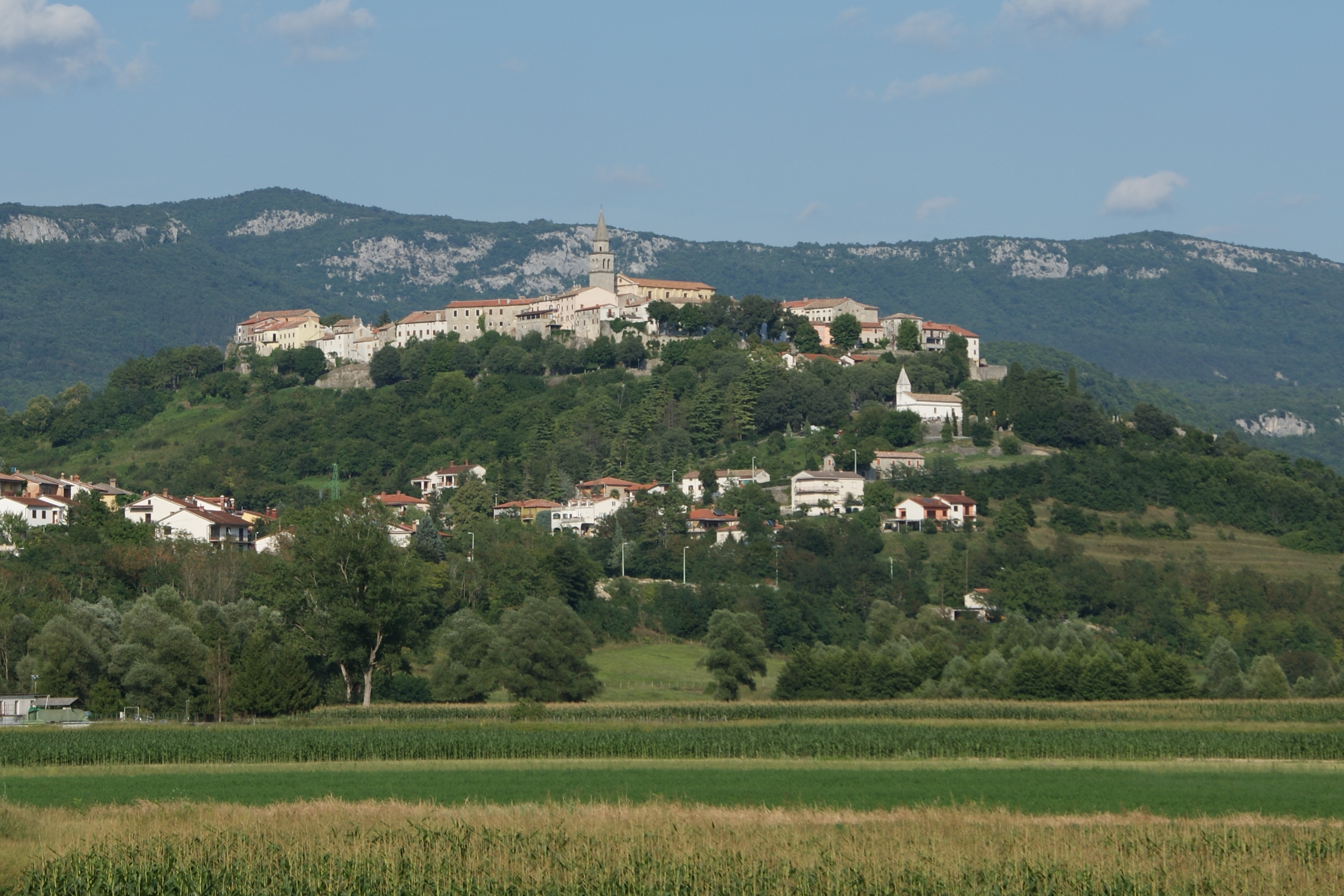
Antigua Ciudad
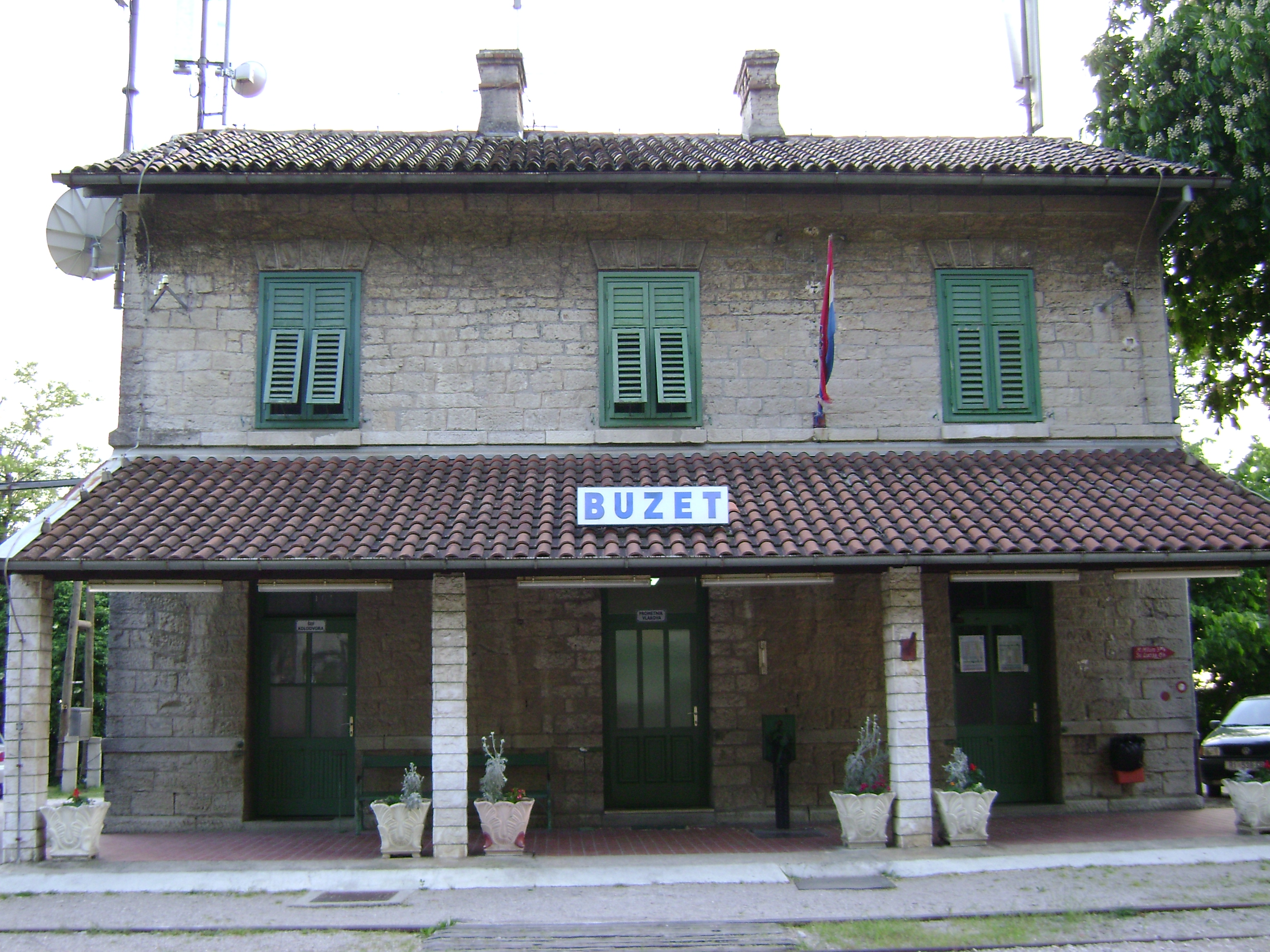
Estación de Trenes
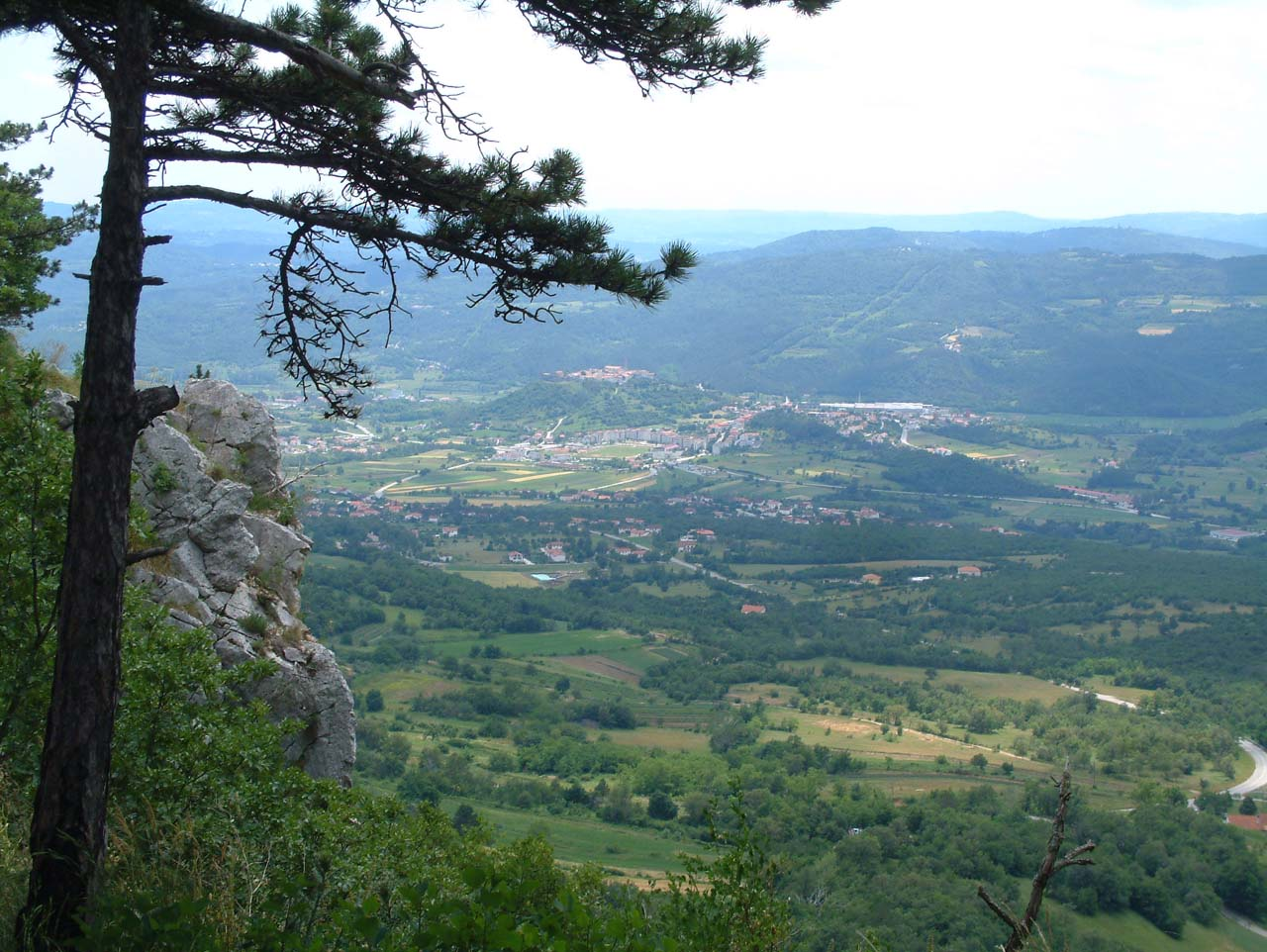
Ciudad desde el valle

- Wikimedia Commons alberga una categoría multimedia sobre Buzet.

- Datos: Q695767
- Multimedia: Buzet (Croatia) / Q695767

1. ↑  Worldpostalcodes.org,código postal n.º 52420.